# Alpine (Alabama)
Alpine es un área no incorporada ubicada en el condado de DeKalb en el estado estadounidense de Alabama.

## Geografía
Alpine se encuentra ubicada en las coordenadas 34°30′19″N 85°36′37″O / 34.50528, -85.61028.